# Kapcsolt energiatermelés

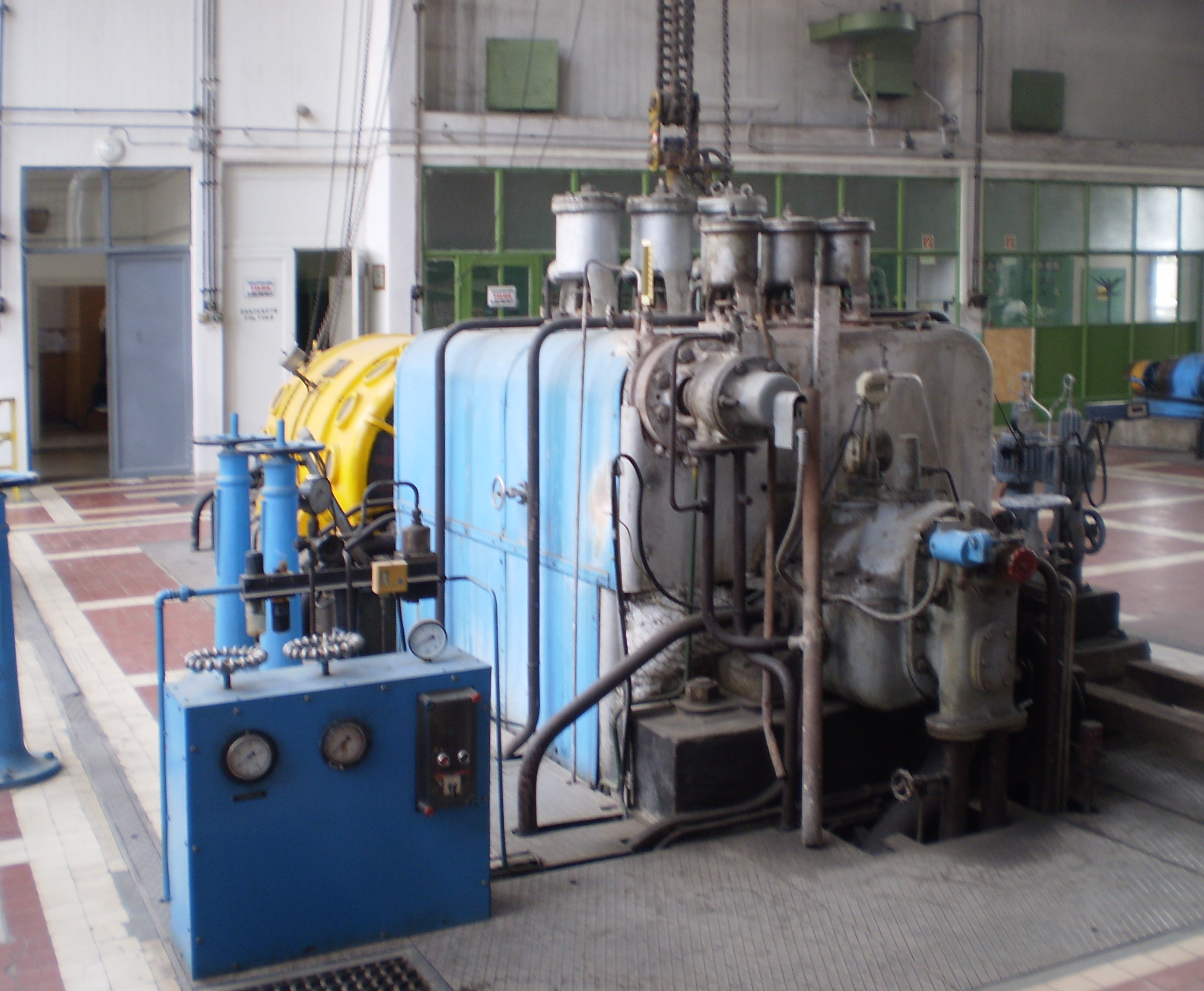
Elvételes fűtőturbina a soproni erőműben

A kapcsolt energiatermelés a villamos- és hőenergia olyan egyidejű előállítása, melynek során mindkét energiatípust hasznosítják.

## Nem kapcsolt energiatermelés
A nem kapcsolt energiatermelés hagyományos módszerei szerint az elektromos energiát erőművekben, elsősorban hőerőművekben, a hőenergiát pedig kazánházakban, meleg víz és gőz formájában állítják elő. A hőerőművekben gőz- és gázturbinák illetve kisebb teljesítmény esetén gázmotorok hajtanak generátorokat, melyek a termelt villamosenergiát a nagyfeszültségű hálózaton keresztül juttatják el a fogyasztókhoz. A meleg vizet és gőzt vagy a fogyasztás helyén termelik (például kályha, központi fűtési kazán) vagy nagyobb kazánokban, melyekből távvezetéken keresztül jut el a fogyasztókig. Ennek a hagyományos rendszernek hibája, hogy az elektromos energia termelésekor a körfolyamat végén szükségszerűen jelentkező hőelvonás veszteségként jelenik meg. A gázturbina vagy belsőégésű motor kipufogó gázaival jelentős hő távozik a szabadba,  gőzturbináknál a kondenzátorban a gőz lecsapatására használt hűtővízzel jelentős hő távozik a szabadba: a hűtőtornyokba vagy a hűtőtavakba, esetleg a folyókba visszavezetett felmelegedett nagy mennyiségű hűtővíz elpárolog, így adja le hőjét a környezetnek.

A - Kapcsolat nélküli, B - kapcsolt energiatermelés.
1 - gőzkazán
2 - gőzturbina
3 - generátor
4 - melegvizes kazán
5 - gőzelvétel
6 - villamos távvezeték

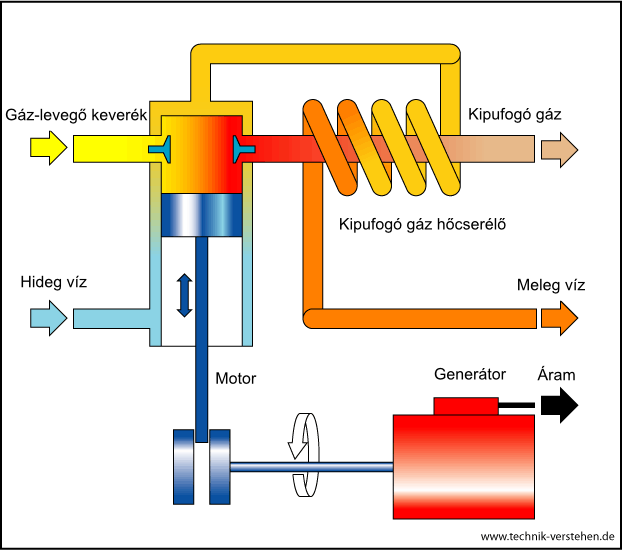
Kapcsolt energiatermelés gázmotorral

## Kapcsolt rendszerek
A hőerőgépek körfolyamata végén leadott hőt az egyébként is szükséges fűtésre illetve technológia meleg vízre, gőzre lehet hasznosítani. Ezzel a hő és villamosenergia termelés összes fűtőanyag igényét lehet csökkenteni. Ennek több lehetséges módszere van.  
- Kondenzációs gőzturbinák szabályozatlan megcsapolásairól hőcserélőkön keresztül a távfűtés meleg vízét lehet fűteni. A megcsapolásokon kivett gőz hőfoka és nyomása a gőzturbina terhelésével változik, ami független a fűtési hőigénytől, így szükség lehet arra, hogy közvetlenül a kazánról vett frissgőz hozzáadásával szabályozzák a meleg víz hőmérsékletét. A kondenzációs turbina teljesítményét az elektromos energia igénye szabja meg, a hőenergia termelése másodlagos.
- Az ellennyomású gőzturbinákból kilépő forró gőz nem kondenzátorba, hanem a fogyasztóhoz megy. A turbina gőznyelését a kilépő csonk nyomása szerint szabályozzák. A gépegység annyi villamos energiát termel, amennyit a hőigény ellátásához szükséges gőzmennyiség megszab.
- Elvételes ellennyomású és szabályozott nyomású elvételes kondenzációs gőzturbinák több különböző nyomású és hőmérsékletű gőzigény együttes kielégítésére alkalmasak a termelt villamosenergia szabályozhatóságának rovására.
- Hasonló módon működnek a gázturbinás és belsőégésű motoros (gázmotoros) kapcsolt rendszerek is. Gázmotoros rendszereket kisebb teljesítményigény esetén építenek.

## Előnyök, hátrányok
- Minden kapcsolt energiatermelő rendszer egyértelműen tüzelőanyag megtakarítással jár. Csökken a környezet káros anyagokkal, széndioxiddal terhelése is.
- Hátránya minden rendszernek a nem kapcsolt rendszerhez képest a magasabb beruházási költség, valamint az, hogy a hő és villamosenergia igény egymástól függetlenül jelentkezik, így mindkét energia fajta ellátását egymástól független tartalékkal kell biztosítani. A szezonális igények (például távfűtés, konzervipar) jelentkezése miatt a rendszerek kihasználtsága korlátozott.
- A rövidtávú energiatárolás megvalósítása növeli a kapcsolt energiatermelés alkalmazását és így növeli a tüzelőanyag megtakarítást, de növeli a beruházási költségeket is.
- A kapcsolt energiatermelés gazdaságossága nem dönthető el egyértelműen, a technikai paramétereken kívül az alkalmazott árrendszertől is nagymértékben függ.

## A kapcsolt energiatermelés helyzete Magyarországon
Az Európai Unió legtöbb tagországában támogatják a kapcsolt energiatermelést. A legtöbb országban növekszik a kapcsolt energiatermelés aránya az energiamérlegben. Magyarországon ellentétes irányú folyamatok játszódnak le: nettó értéke a hazai energiatermelésben a 2010. évi 21%-ról 2013-ra 13,5%-ra csökkent. Ennek oka a hatósági energiaárak megváltozása. Az 56/2002. (XII.29.) GKM rendelet az átvételi kötelezettség alá eső villamos energia átvételének szabályozásáról (KÁT) 
- a hulladékból nyert
- a megújuló energia felhasználásával termelt
- a kapcsoltan termelt villamosenergia árát támogatta.